# Osttimoresische Fußballnationalmannschaft (U-15-Juniorinnen)
Die osttimoresische Fußballnationalmannschaft der U-15-Juniorinnen ist eine Auswahlmannschaft der Federação Futebol Timor-Leste (FFTL), die den südostasiatischen Inselstaat Osttimor auf internationaler Ebene bei Länderspielen gegen Mannschaften anderer nationaler Verbände vertritt. Nachdem bereits im Jahr 2010 eine U-16-Nationalmannschaft bestanden hatte, wurde neun Jahre später unter der südkoreanischen Trainerin Lee Min-young eine U-15-Auswahl zusammengestellt, die im Rahmen der U-15-Südostasienmeisterschaft im Mai 2019 insgesamt drei Spiele absolvierte.

## Statistik

### Liste der Länderspiele
| Datum        | Gegner      | Ergebnis    | Austragungsort       |
| ------------ | ----------- | ----------- | -------------------- |
| 10. Mai 2019 | Myanmar     | 0:26 (0:15) | Chon Buri (Thailand) |
| 12. Mai 2019 | Vietnam     | 0:16 (0:10) | Chon Buri            |
| 14. Mai 2019 | Philippinen | 0:12 (0:5)  | Chon Buri            |